# دری‌بروخن
دری‌بروخن (به هلندی: Driebruggen) یک منطقهٔ مسکونی در هلند است که در بوده‌خرافن-ریوویک واقع شده‌است. دری‌بروخن ۱٬۷۵۶ نفر جمعیت دارد.